# Richie Rees
Pour les articles homonymes, voir Rees.
Pas d'image ? Cliquez ici

a Compétitions nationales et continentales officielles uniquement.

b Matchs officiels uniquement.
Dernière mise à jour le 11 juillet 2023.
Richie Rees, né le 21 mai 1983 à Swansea, est un joueur international et entraîneur de rugby à XV gallois, qui occupe le poste de demi de mêlée.

## Biographie
Richie Rees a disputé la demi-finale de Coupe d'Europe de rugby à XV 2008-2009 Cardiff Blues-Leicester Tigers, qui a vu la qualification de Leicester 7-6 aux tirs au but,. Pour la première fois de l'histoire des compétitions européennes de clubs, les tirs au but doivent départager les équipes. Richie Rees a tenté et réussi un tir au but.
Richie Rees a remporté avec la franchise des Cardiff Blues la Coupe anglo-galloise en 2009 et le Challenge européen en 2010.

## Palmarès

### En équipe nationale
- 9 sélections, 1 essai
- Sélections par année : 9 en 2010
- Tournois des Six Nations disputés : 2010

### En club
- Vainqueur de la Coupe anglo-galloise en 2009 avec les Cardiff Blues.
- Vainqueur du Challenge européen en 2010 avec les Cardiff Blues.